# Leucanthemum
Leucanthemum es un género de unas 70 especies de plantas de flores perteneciente a la familia (Asteraceae).  El nombre Leucanthemum deriva de la palabra griega leukos, «blanco» y  anthemon, «flor».  Son nativas de Europa, Norte de África  y de regiones templadas de Asia. Muchas especies se han introducido en América y en Australia y Nueva Zelanda.

## Descripción
Consisten en plantas con rizomas perennes, o raramente anuales, que alcanzan de 30 cm a 1 metro de altura. Se diferencia del género  Chrysanthemum, porque no son aromáticos y sus hojas carecen de pelusa. La planta herbácea en su mayoría no tiene ramas, saliendo un tallo desde el rizoma. Tiene las hojas alternas con márgenes doble dentados. Las cabezas de flores son terminales y en su mayoría solitarias y raramente en corimbos, su diámetro varía de 3 a 8 cm. Las flores tienen pedúnculo con unas 20 lígulas de rayos florales blancos o rosados. Los discos florales son amarillos y hermafroditas.

## Ecología
Especies de Leucanthemum son usadas como alimento de las larvas de algunas especies de  Lepidopteras, incluyendo bucculatricid , Bucculatrix argentisignella (que come exclusivamente de Leucanthemum vulgare), Bucculatrix leucanthemella y Bucculatrix nigricomella (que come exclusivamente de Leucanthemum vulgare) y también de  Hypercompe indecisa.

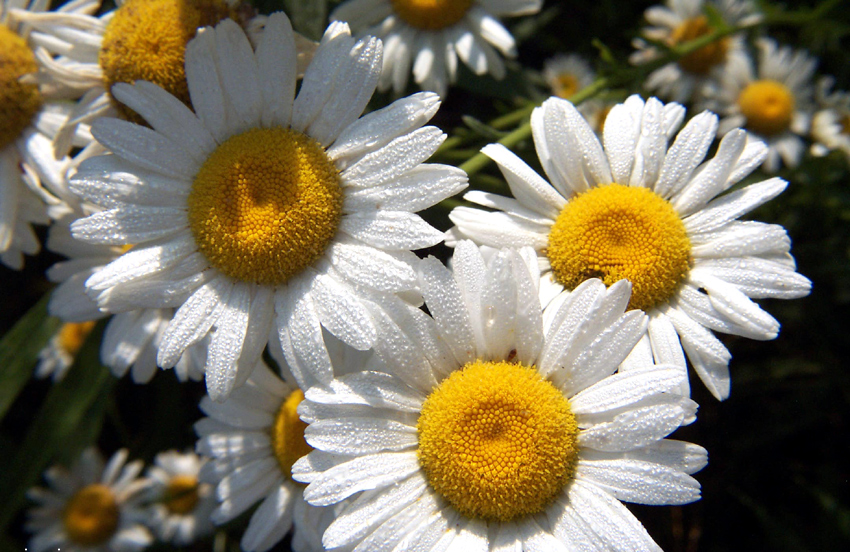
Ox-eye daisy Leucanthemum vulgare

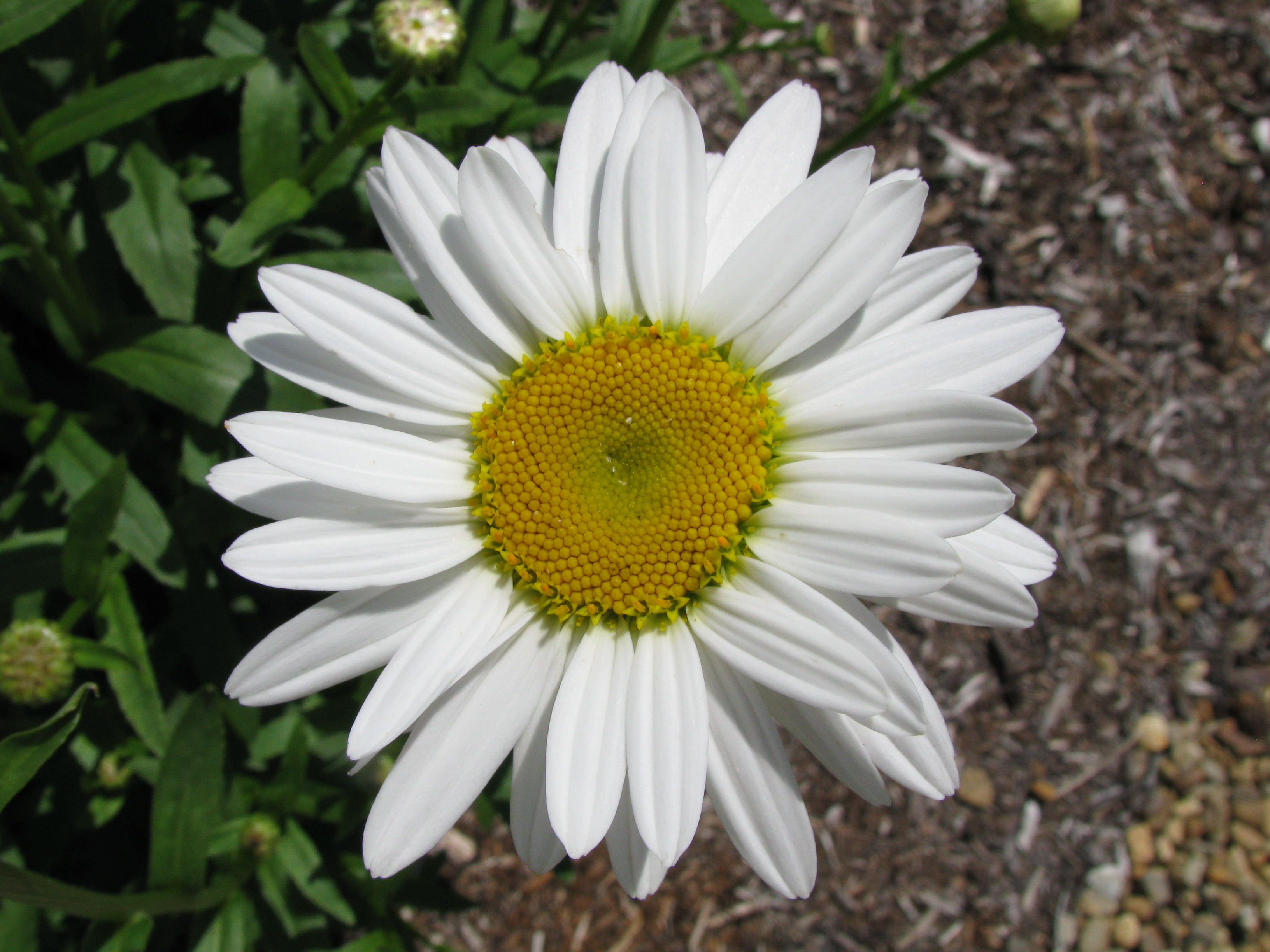
Leucanthemum x superbum 'Becky'

## Taxonomía
El género fue descrito por  Philip Miller y publicado en The Gardeners Dictionary...Abridged...fourth edition vol. 2. 1754. La especie tipo es:  Leucanthemum vulgare Lam. 

## Especies
- Leucanthemum adustum
- Leucanthemum ageratifolium Pau
- Leucanthemum aligulatum R. Vogt
- Leucanthemum alpinum Lam.
- Leucanthemum arundanum (Boiss.) Cuatrec.
- Leucanthemum atratum aggr.
- Leucanthemum burnatii Briq. & Cavill.
- Leucanthemum catalaunicum
- Leucanthemum catananche (Ball) Maire
  - Leucanthemum ceratophylloides ssp. tenuifolium (Guss.) Bazzich. & Marchi
- Leucanthemum chloroticum Kerner & Murb.
- Leucanthemum coronarium
- Leucanthemum crassifolium
- Leucanthemum decipiens Pomel
- Leucanthemum delarbrei Timb.-Lagr.
- Leucanthemum depressum (Ball) Maire
- Leucanthemum discoideum (All.) H.J.Coste
- Leucanthemum favargeri
- Leucanthemum gallaecicum Rodr.-Oubiña et S. Ortíz
- Leucanthemum gaudinii DT.
- Leucanthemum gayanum (Coss. & Durieu) Maire
  - Leucanthemum glabrum f. pinnatisectum Pau
- Leucanthemum gracilicaule (Dufour) Pau
- Leucanthemum graminifolium (L.) Lam.
- Leucanthemum halleri Ducomm.
- Leucanthemum heterophyllum (Willd.) DC.
- Leucanthemum integrifolium (Richards.) DC.
- Leucanthemum hultenii A
- Leucanthemum irctianum de Candolle
- Leucanthemum ircutianum Turcz. ex DC. 
  - Leucanthemum ircutianum ssp. crassifolium (Lange) Vogt
- Leucanthemum laciniatum Huter, P.& R.
- Leucanthemum lacustre (Brot.) Samp.
- Leucanthemum maestracense
- Leucanthemum margaritae (Gáyer ex Jáv.) Zeleny
- Leucanthemum maximum (Ramond) DC.
- Leucanthemum merinoi Vogt. & Castroviejo
- Leucanthemum montserratianum R. Vogt
- Leucanthemum nipponicum Franch. ex Maxim.
- Leucanthemum pallena (Gay) DC.
- Leucanthemum pallens (Gay) DC.
- Leucanthemum palmatum
- Leucanthemum paludosum (Poir.) Pomel
- Leucanthemum pluriflorum Pau
- Leucanthemum praecox (Harvatic) Harvatic
- Leucanthemum pujiulae Sennen
- Leucanthemum subalpinum (Schur) Tzvelev
- Leucanthemum superbum (J.W. Ingram) Berg. ex Kent.
- Leucanthemum sylvaticum (Hoffmans & Link) Nyman
- Leucanthemum tridactylites (Fiori) Bazzich.
- Leucanthemum valentinum Pau
- Leucanthemum vulgare Lam.
- Leucanthemum waldsteinii (Sch.Bip.) Pouzar
- Leucanthemum weyrichii Maxim.

## Híbrido
- Leucanthemum x superbum ( = L. lacustre x L. maximum)